# Baphyras Catena
La Baphyras Catena è una formazione geologica della superficie di Marte.